# Singhi Kangri
Der Singhi Kangri ist ein Berg im östlichen Karakorum an der Grenze zwischen Indien im Süden und China im Norden.

## Lage
Der Singhi Kangri liegt 8,7 km westlich des Teram Kangri I im Nordwesten des Siachen Muztagh. Er besitzt eine Höhe von 7202 m (nach anderen Quellen 7207 m). An seiner Nordwestflanke befindet sich das Nährgebiet des Staghargletschers. Die Südflanke des Berges wird vom Siachengletscher entwässert.

## Besteigungsgeschichte
Der Singhi Kangri wurde am 8. August 1976 von einer japanischen Expedition unter der Führung von Haruo Sato vom Staghargletscher aus über die Nordwand und den Nordgrat erstbestiegen. Insgesamt sieben Expeditionsmitglieder erreichten den Gipfel an aufeinanderfolgenden Tagen.

## Nebengipfel
2,34 km nördlich – jenseits der Grenze auf chinesischem Gebiet – befindet sich der 6891 m hohe Nebengipfel Singhi Kangri II (⊙). Dessen Nord- und Ostflanke werden über den Singhigletscher entwässert.